# Djilacoune
Djilacoune est un village du Sénégal situé en Basse-Casamance. Il fait partie de la communauté rurale de Coubalan, dans l'arrondissement de Tenghory, le département de Bignona et la région de Ziguinchor.
Lors du dernier recensement (2002), le village comptait 1 203 habitants et 168 ménages.

## Histoire
Djilacoune est le prototype d'un village sénégalais par la diversité de sa population.  Il est créé en 1911 par un Sérère du nom de Samba Ndaw. Ce dernier a reçu cette terre par la gentillesse des populations diola de Coubalan. Il avait pour épouse une Diola de Kagnarou avec Goudiaby comme nom de famille.
Djilaco baba (« Résidez là-bas ») étaient les mots prononcés par ceux qui offraient la terre ; c'est ce qui est par la suite devenu Djilacoune par déformation. Les premiers à venir tenir compagnie au Sérère étaient bien sûr les Goudiaby de Kagnarou, puis les Koté qui sont des Mandingues.  Aujourd'hui le village de Djilacoune est composé de presque toutes les ethnies du Sénégal avec deux langues parlées, le diola et le wolof. Ils se composent de deux quartiers, Djilacoune Grand et Djilacoune Petit.
L'école du village a été ouverte en 1970 avec une seule classe. Le premier instituteur était un Dahoméen (Béninois) du nom de Ernest Ogalary.[réf. nécessaire]

## Partenariats et jumelages
Saint-Julien-les-Rosiers (France)